# Peter Klier
Peter Klier (* 12. Juli 1949) ist ein ehemaliger deutscher Fußballspieler. In den 1970er und 1980er war er im Zweitligafußball der DDR aktiv.

## Sportliche Laufbahn
Als Nachwuchsspieler spielte Peter Klier bei der Polizeisportgemeinschaft SG Dynamo Süd Halle. In der Saison 1969/70 bestritt er für die SG Dynamo Eisleben seine ersten drei Spiele in der zweitklassigen DDR-Liga. In den nachfolgenden drei Spielzeiten, in denen insgesamt 72 Ligaspiele ausgetragen wurden, kam Klier 57-mal zum Einsatz. 1973 wurde er mit seinem Mannschaftskameraden Helmut Kieruj mit zehn Treffern Torschützenkönig der Eislebener. Die Mannschaft musste jedoch in die Bezirksliga absteigen. Dort wurde sie mit Klier Bezirksmeister und schaffte dadurch den sofortigen Wiederaufstieg. In den DDR-Liga-Spielzeiten 1974/75 und 1975/76 versäumte Klier nur ein Punktspiel und half mit, die SG Dynamo 1975 auf Platz zwei in der DDR-Liga zu führen. Es war die beste Platzierung in der DDR-Liga-Geschichte für die Volkspolizisten.
Nachdem Klier 1976/77 in der Hinrunde nur sechsmal für Eisleben in der DDR-Liga gespielt hatte, wechselte er zur Rückrunde zum DDR-Ligisten BSG Kali Werra Tiefenort. Dort bestritt er alle restlichen acht Ligaspiele, konnte aber keine Tore erzielen. In der Saison 1977/78 kam er für die BSG Kali Werra lediglich in vier DDR-Liga-Spielen zum Einsatz.
Von der Spielzeit 1978/79 an war Peter Klier für die BSG Mansfeldkombinat Sangerhausen aktiv. Mit den Sangerhäusern spielte Klier zwei Spielzeiten in der Bezirksliga Halle, ehe sie 1980 Bezirksmeister wurden und in die DDR-Liga aufstiegen. In der DDR-Liga-Saison 1980/81 wurde Klier in den 22 Punktspielen 15-mal eingesetzt, dabei kam er einmal zum Torerfolg.
Die BSG Mansfeldkombinat konnte sich nur ein Jahr lang in der Zweitklassigkeit halten und kehrte dorthin auch nicht mehr zurück. Auch Peter Klier, inzwischen 32 Jahre alt, tauchte nicht mehr im höherklassigen Fußball auf. In seinen neun DDR-Liga-Spielzeiten hatte er 136 Ligaspiele absolviert und dabei 21 Tore erzielt.